# Matran
Matran ( en patois fribourgeois) est une localité et une commune suisse du canton de Fribourg, située dans le district de la Sarine.

## Géographie
Matran se situe à sept kilomètres de Fribourg, à une altitude de 612 mètres. Selon l'Office fédéral de la statistique, Matran mesure 286 ha.
29,4 % de cette superficie correspond à des surfaces d'habitat ou d'infrastructure, 50,9 % à des surfaces agricoles, 19,0 % à des surfaces boisées et 0,7 % à des surfaces improductives.
Matran est limitrophe de Corminboeuf, Villars-sur-Glâne, Hauterive, Neyruz et Avry. Elle fait partie du périmètre de l'Agglo Fribourg. Matran est à 10 minutes de Fribourg en train et à 20 minutes en bus.

## Histoire
La commune de Matran, dont l'histoire se confond avec celle de la paroisse, est parmi les plus anciennes du canton[réf. nécessaire]. Aucun document ne permet de fixer de façon précise l'origine de la localité désignée en 1138 sous le nom de Matrans en Nuithonie. La paroisse fut fondée au Xe siècle par les rois de Bourgogne, propriétaires du territoire. L'église, autour de laquelle se développa le village, fut longtemps desservie par les moines de Payerne qui lui donnèrent comme patron saint Julien, officier martyr en Gaule sous la 3e persécution. Un prêtre, Dom Borcardus, y exerçait le ministère en 1148. Le nom définitif de Matran apparaît dès 1578.
La paroisse comprenait, outre les villages de Matran et d'Avry qui la composent aujourd'hui, le village de Posieux, détaché en 1590, et celui de Neyruz, érigé en paroisse en 1844.
Le territoire de Matran faisait partie des anciennes terres, noyau du canton, et fournissait à la ville en cas de conflit un contingent de cent soldats marchant sous la bannière de saint Julien. Sans doute, avant de regagner leurs foyers, ces guerriers allaient-ils se désaltérer à l'auberge communale qui existait déjà au XVIe siècle, puisqu'en 1553 le cabaretier fut condamné à la prison pour un méfait passé dans son établissement.
Les enfants de Matran fréquentaient, en 1820 déjà, une école de qualité puisqu'elle avait reçu, grâce au savoir-faire du régent Macheret, une patente d'école modèle. Cette patente fut toutefois retirée en 1822.
Le bureau de poste de Matran s'ouvrit en 1848. Il desservait, outre Matran, les hameaux ou localités de la Glâne, Villars-sur-Glâne, Cormanon, Avry-sur-Matran et Rosé. Le premier buraliste, Joseph Savarioud, ne ployait cependant pas sous le poids de la correspondance. Le bureau de poste a été fermé en 2018 et les tâches postales reprises par l'administration communale.
Avec l'implantation d'usines, le tracement de nouvelles routes, de nombreuses constructions familiales, la physionomie du village s'est peu à peu modifiée comme la structure de la population. De rurale qu'elle était exclusivement autrefois, celle-ci comporte maintenant des ouvriers, des employés, des commerçants, des industriels, des religieux, des étudiants.

Photo aérienne prise à (1964)

## Armoiries
Les armoiries de la commune portent : « D'azur au lion d'or, tenant une corne d'abondance de gueules remplie de roses du même, feuillées de sinople ». Ce sont les armoiries d'une ancienne famille patricienne, d'Odet, aujourd'hui éteinte, dont la dernière descendante, Catherine, repose au cimetière de Matran depuis 1908.

## Conseil communal
Le syndic de Matran actuel est Nicolas Rérat, et le vice-syndic Bernard Chassot .

## Démographie
Selon l'Office fédéral de la statistique, Matran compte 1 721 habitants en 2022. Sa densité de population atteint 602 hab./km2.
Le graphique suivant résume l'évolution de la population de Matran entre 1850 et 2008 :